# Skarpabborrtjärnarna, Ångermanland
Skarpabborrtjärnarna är en sjö i Kramfors kommun i Ångermanland och ingår i Ångermanälvens huvudavrinningsområde.